# Octacnemus vinogradovae
Octacnemus vinogradovae is een zakpijpensoort uit de familie van de Octacnemidae. De wetenschappelijke naam van de soort is voor het eerst geldig gepubliceerd in 1999 door Sanamyan & Sanamyan.